# 檜屯站
檜屯站（韓語：장상역）是朝鮮民主主義人民共和國平安南道德川市的一個鐵路車站，属于檜屯線。

## 邻近车站
檜屯線
铁骑山站 - 檜屯站